# Sankta Gertruds kyrka, Kungsbacka
Sankta Gertruds kyrka, även Sankta Gertruds kapell är en kyrkobyggnad i småhusområdet Hammerö i centralorten i Kungsbacka kommun. Den tillhör sedan 2015 Kungsbacka-Hanhals församling (tidigare Kungsbacka församling) i Göteborgs stift.

## Kyrkobyggnaden
Byggnaden uppfördes 1987 efter ritningar av arkitekten Hans Rydbeck och var först endast församlingshem. 
Kyrkan invigdes 1993. Byggnaden är mycket enkel och består av två typhus från Onsalavillan. De är sammanbyggda så att kyrksalen ligger i mittpartiet. Det finns även församlingssal och barnrum. 
Fasaderna har ljust gråblå lockpanel och sadeltaken betongpannor. På den nordvästra gaveln finns ett kors, vilket förtydligar anläggningens funktion som kyrka. Koret markeras med en absid i söder. 
Kyrkorummet har vitmålade väggar och furupanel i taket. Korfönstret har blyinfattat färgat glas, ritat av Roland Andersson i Alingsås.

## Inventarier
Den mekaniska orgel är tillverkad 1992 av Tostareds Kyrkorgelfabrik. Den har sju stämmor fördelade på manual och pedal.